# 甘棠第

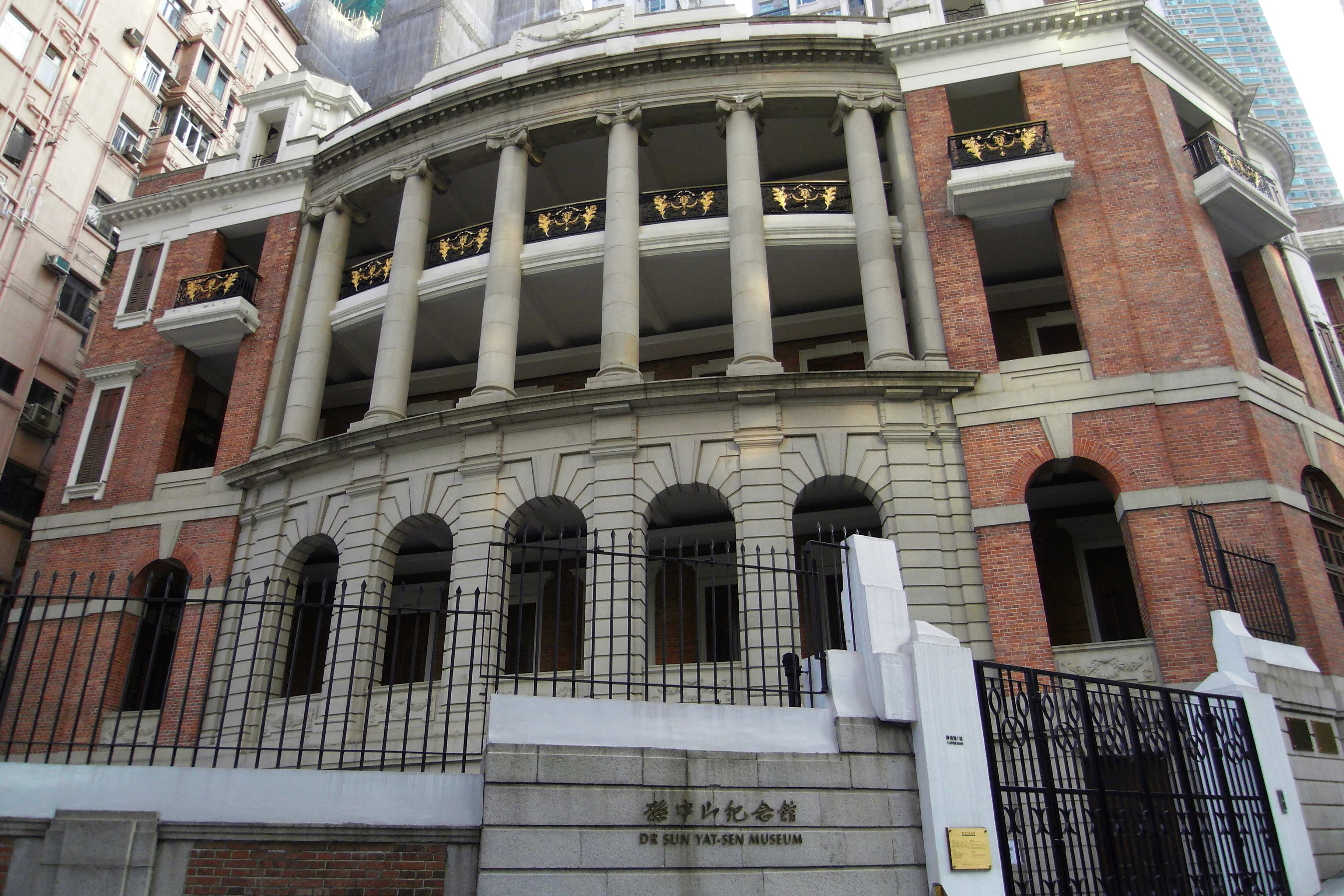
甘棠第

甘棠第（かんどうだい、英語: Kom Tong Hall）は香港香港島中環（セントラル）衛城道（キャッスル・ロード）7号にある建築である。現在は孫中山紀念館（英語: Dr. Sun Yat-sen Museum）が入居している。
この建築は元々、商人の何甘棠の邸宅だった。甘棠第は1914年に建築された。1960年代以降は末日聖徒イエス・キリスト教会に売却した時期もあった。1990年、甘棠第は二級歴史建築にリストアップされた。2010年11月12日に香港法定古蹟にリストアップされた。
香港政府は2000年代に甘棠第を買い取り、孫中山記念館に改造した。記念館は2006年12月12日に開幕し、2016年からは無料で一般公開するようになった。孫中山紀念館は香港歴史博物館の分館であり、孫文の一生、および香港との関係を紹介する。